# 아시키타군

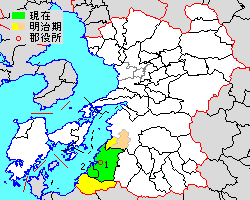
아시키타 군의 위치

아시키타군(일본어: 葦北郡, あしきたぐん)은 일본 구마모토현의 군이다.
인구 17,546명, 면적 268.07km², 인구밀도 65.5명/km².(2025년 5월 1일, 추계인구)
이하 2정으로 구성된다.
- 아시키타정(芦北町)
- 쓰나기정(津奈木町)

## 역사
- 2005년 1월 1일 - 아시키타 정·다노우라 정이 합병해 아시키타 정이 성립하였다.